# Никольское (Василевское сельское поселение)
Никольское — упраздненная деревня в Торопецком районе Тверской области. Входила в состав Василевского сельского поселения. Исключена из учётных данных в 2001 году.

## География
Деревня была расположена примерно в 13 километрах к северо-востоку от районного центра Торопец. Ближайшим населённым пунктом являлась деревня Орехово.

## История

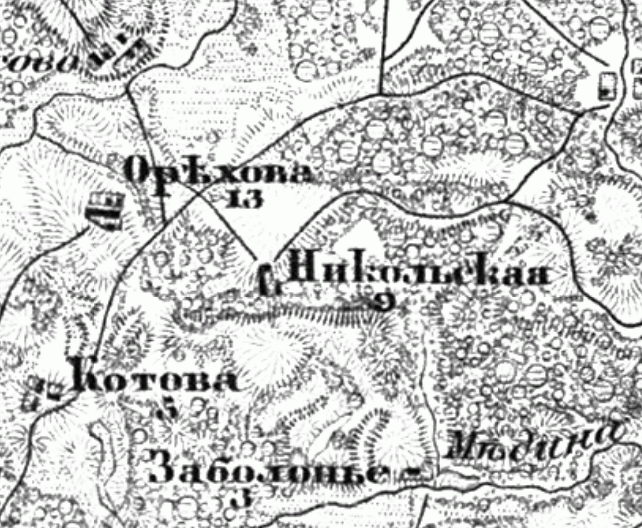
Деревня и окрестности на карте 1871 года

На топографической трехверстовой карте Фёдора Шуберта, изданной в 1871 году обозначена деревня Никольская. Имела 9 дворов.
В списке населённых мест Торопецкого уезда Псковской губернии за 1885 год значится деревня Никольское. При колодце, имела 3 двора, 28 жителей.
На карте РККА 1923—1941 годов обозначена деревня Никольское. Имела 8 дворов.
Упразднена в 2001 году.